# Robbie Williams (giocatore di snooker)
Robbie Williams (Wallasey, 28 dicembre 1986) è un giocatore di snooker inglese.

## Carriera
Robbie Williams esordisce ufficialmente allo Shoot-Out 2013 battendo al primo turno Ding Junhui, uscendo in quello successivo contro Jack Lisowski. Nella stagione 2013-2014 raggiunge le semifinali dell'Indian Open, dove esce per mano di Ding, poi riesce a prendere parte al Campionato mondiale 2014, dove viene battuto subito al primo turno da Neil Robertson per 10-2. Williams fa un bel cammino anche all'International Championship 2017, battendo nel corso del torneo Joe Perry e Robertson, venendo poi battuto ai quarti da Mark Selby futuro vincitore.

## Ranking[4]
| Stagione  | Ranking iniziale | Ranking finale |
| --------- | ---------------- | -------------- |
| 2012-2013 | Non classificato | 79             |
| 2013-2014 | 78               | 61             |
| 2014-2015 | 62               | 50             |
| 2015-2016 | 50               | 55             |
| 2016-2017 | 55               | 53             |
| 2017-2018 | 53               | 57             |
| 2018-2019 | 57               | 60             |
| 2019-2020 | 60               |                |